# East Rolette, Bắc Dakota
East Rolette là một lãnh thổ chưa tổ chức thuộc quận Rolette, tiểu bang Bắc Dakota, Hoa Kỳ. Năm 2010, dân số của nơi này là 493 người.